# ماسيميليانو برزي
ماسيميليانو برزي (بالإيطالية: Massimiliano Brizzi)‏ هو لاعب كرة قدم إيطالي في مركز الوسط، ولد في 13 فبراير 1975 في لنيانو في إيطاليا. لعب مع نادي برو باتاريا ونادي بوتيف بلوفديف ونادي كومو ونادي لوميتساني ونادي نوفارا.